# BPB 60ft.
La BPB 60ft è un tipo di motosilurante il cui progetto venne sottoposto alla Royal Navy dalla British Power Boat nel 1935. Verteva su motori a benzina, 2 siluri da 457 e 8 mitragliere da 7,7mm Vickers. Inoltre, la struttura era in legno con ponte in alluminio. Siccome i siluri erano scaricati da poppa, il lancio era assai impreciso nella scia di coda della nave. 18 unità realizzate nel periodo 1936-1939, poi subentrò il modello MA/SB, con armi d'artiglieria, 1 cannone da 40mm e 4 mtg da 12,7, e inizialmente cariche di profondità.